# Edward Ludwig

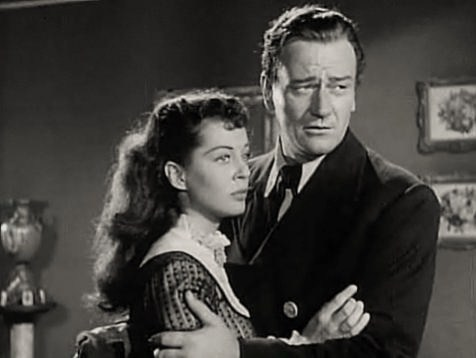
John Wayne et Gail Russell, dans Le Réveil de la sorcière rouge (1948)

Edward (Irving) Ludwig est un réalisateur et scénariste américain d'origine russe, né Isodor Irving Litwack le 7 octobre 1899 à Balta (Ukraine ; alors Empire russe), mort le 20 août 1982 à Santa Monica (Californie).

## Biographie
Émigré aux États-Unis, il y réalise des films de 1920 à 1963 (tous ceux de sa période du muet, ainsi que ses premiers parlants jusqu'en 1932, sous le nom d'Edward I. Luddy, qu'il utilise également comme scénariste, de 1921 à 1932). Il n'écrira plus ensuite de scénario, sauf une fois en 1952.
Pour la télévision, il réalise des épisodes de quelques séries et un téléfilm, entre 1958 et 1966, année où il met un terme à sa carrière.
En 1932, il est naturalisé américain sous le nom d'Edward Irving Ludwig.   

## Filmographie partielle
comme réalisateur, sauf mention complémentaire

### Au cinéma
- 1921 : Rip Van Winkle (en)
- 1930 : L'Amérique a soif (See America Thirst) de William J. Craft (scénariste)
- 1933 : They Just Had to Get Married (en)
- 1934 : The Man Who Reclaimed His Head
- 1935 : Collège rythme (Old Man Rhythm)
- 1935 : Cinquante mille dollars morte ou vive (Three Kids and a Queen)
- 1936 : Aventure à Manhattan (Adventure in Manhattan)
- 1937 : Le Dernier Gangster (The Last Gangster)
- 1937 : Sa dernière carte (Her Husband Lies)
- 1938 : Cet âge ingrat (That Certain Age)
- 1940 : Le Robinson suisse (Swiss Family Robinson)
- 1941 : The Man Who Lost Himself (en)
- 1943 : Bomber's Moon, coréalisé par Harold D. Schuster
- 1944 : Alerte aux marines (The Fighting Seebees)
- 1944 : Trois c'est une famille (Three is a Family)
- 1948 : Le Réveil de la sorcière rouge (Wake of the Red Witch)
- 1949 : Le Grand Départ (The Big Wheel)
- 1952 : Le Trésor des Caraïbes (Caribbean) (+ scénariste)
- 1952 : Big Jim McLain
- 1953 : Sangaree
- 1953 : La Ville sous le joug (The Vanquished)
- 1954 : L'Appel de l'or (Jivaro)
- 1956 : La Femme du hasard (Flame of the Islands) (+ producteur associé)
- 1957 : Le Scorpion noir (The Black Scorpion)
- 1963 : Le Justicier de l'Ouest (The Gun Hawk)

### À la télévision
- 1959 : Série Bonanza, Saison 1, épisode 1 A Rose for Lotta
- 1960 : Maisie, téléfilm
- 1966 : Série Le Proscrit (Branded), Saison 2, épisode 30 Headed for Doomsday